# Naoko Takahashi
Pour les articles homonymes, voir Takahashi.
Naoko Takahashi (高橋尚子), née le 6 mai 1972 à Gifu, est une athlète japonaise, pratiquant le marathon.

## Palmarès

### Jeux olympiques
- Jeux olympiques de 2000 à Sydney,  Australie
  -  Médaille d'or en marathon.
  - Les chaussures blanches avec lesquelles elle a gagné à Sydney sont exposées dans la boutique Asics de Londres.

### Jeux asiatiques
- Jeux asiatiques de 1998 à Bangkok,  Thaïlande
  -  Médaille d'or en marathon.

### Marathon internationaux
- Vainqueur du Marathon de Berlin 2001, 2002
- Vainqueur du Marathon de Tokyo 2005